# ایونیا (آیووا)
ایونیا (به انگلیسی: Ionia) شهری در ایالت آیووا کشور ایالات متحده آمریکا است که جمعیت آن در سرشماری سال ۲۰۱۰ میلادی، ۲۹۱ نفر بوده‌است.